# Ghiacciaio Touchdown
Il ghiacciaio Touchdown è un ghiacciaio lungo circa 20 km situato nella regione meridionale della Terra di Oates, in Antartide. In particolare il ghiacciaio Diamond, il cui punto più alto si trova a circa 1200 m s.l.m., si trova sulla costa di Hillary, nei monti Cook, dove fluisce verso sud, scorrendo tra i colli Browns, a est, e il nunatak Roadend, a ovest, fino a congiungere il proprio flusso con quello del ghiacciaio Darwin.

## Storia
Il ghiacciaio Touchdown è stato mappato dai membri di una spedizione antartica dell'Università Victoria di Wellington svolta nel 1962-63 e così battezzato in associazione con il fatto che su quel ghiacciaio fu allestito il sito di atterraggio per i velivoli che supportarono la spedizione ("touchdown" in inglese significa infatti "il toccare terra").